# Austrofilius mediterraneanus
Austrofilius Địa Trung Hảius là một loài chân đều trong họ Janiridae. Loài này được Castello miêu tả khoa học năm 2002.